# Erik Shoji
Erik Shoji (* 24. August 1989 in Honolulu) ist ein US-amerikanischer Volleyballspieler.

## Karriere
Shoji begann seine Volleyball-Karriere an der Punahou High School in seiner Heimatstadt. Sein Vater trainierte die Frauenmannschaft der Universität Hawaii und seine Schwester managte das weibliche Team der Stanford University. Seit 2008 spielte er auch in Kalifornien an der Stanford University, wobei er zeitweise gemeinsam mit seinem Bruder Kawika auf dem Feld stand. Er spielte in der US-amerikanischen Jugend- und Junioren-Nationalmannschaft und gehört seit 2011 zur A-Nationalmannschaft. 2012 wechselte der Libero zum deutschen Bundesligisten Chemie Volley Mitteldeutschland. Mit dem Verein aus Spergau kam er als Siebter der Saison 2012/13 in die Pre-Play-offs und unterlag dem VC Dresden. In der Saison 2013/14 spielte er für den österreichischen Erstligisten Hypo Tirol Innsbruck, mit dem er den österreichischen Pokal und die Meisterschaft gewann. Anschließend kehrte er zurück nach Deutschland und spielte zusammen mit seinem Bruder Kawika Shoji in der Bundesliga bei den Berlin Recycling Volleys, mit denen er 2016 deutscher Meister wurde sowie den DVV-Pokal und den CEV-Pokal gewann. Mit der Nationalmannschaft gewann er bei den Olympischen Spielen in Rio de Janeiro die Bronzemedaille. Anschließend wechselte Shoji nach Russland zu VK Lokomotiv Nowosibirsk. Dort blieb er eine Saison und wechselte 2017 nach Italien zu Taiwan Excellence Latina (heute Top Volley Cisterna). 2018 ging es für Shoji zurück nach Russland zu Fakel Nowy Urengoi. 2021 wechselte er zum polnischen Championsleague-Sieger Zaksa Kędzierzyn-Koźle und wurde dort 2022 polnischer Meister und Championsleague-Sieger. 2023 wurde er erneut Champions-League-Sieger. 2024 gewann er bei den Olympischen Spielen die Bronzemedaille.